# 富田常次郎

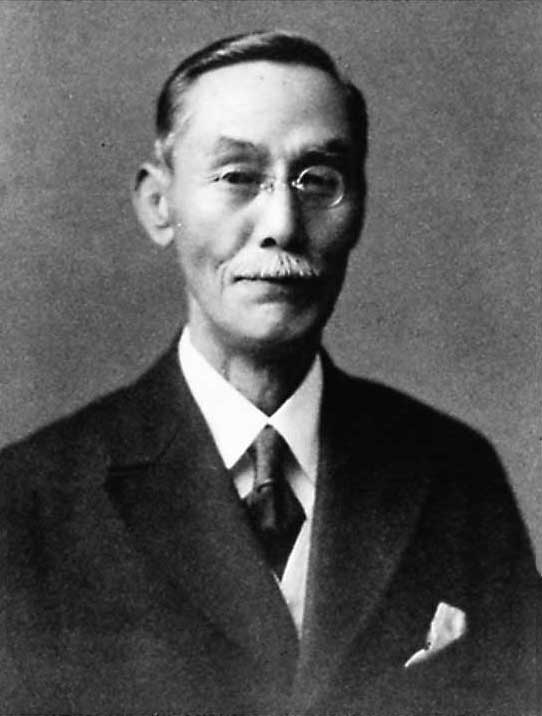
富田常次郎

富田常次郎（とみた つねじろう，1865年—1935年）為静岡縣沼津市出身的柔道家（七段）。為講道館最早的弟子與黒帶（初段）獲得者。

## 簡歷
於天神真楊流與嘉納治五郎為修行同伴，並在1882年講道館創立的同時入門。與横山作次郎、西鄉四郎、山下義韶同稱講道館四天王。
其拿手技巧為「巴投」。
另外，《姿三四郎》的作者富田常雄為富田常次郎的次子。